# Großsteingrab Gård Egebjerg
Das Großsteingrab Gård Egebjerg war eine megalithische Grabanlage der jungsteinzeitlichen Nordgruppe der Trichterbecherkultur im Kirchspiel Alsønderup in der dänischen Kommune Hillerød. Es wurde im 19. Jahrhundert zerstört.

## Lage
Das Grab lag südlich von Nejede und südsüdöstlich des Hofs Egebjerggård auf einem Feld. In der näheren Umgebung gibt bzw. gab es zahlreiche weitere megalithische Grabanlagen.

## Forschungsgeschichte
Im Jahr 1887 führten Mitarbeiter des Dänischen Nationalmuseums eine Dokumentation der Fundstelle durch. Zu dieser Zeit waren keine baulichen Überreste mehr auszumachen.

## Beschreibung
Die Anlage besaß eine runde Hügelschüttung unbekannter Größe. Die Umfassung bestand aus etwa 20 Steinen. In der Mitte des Hügels lag die Grabkammer, von der lediglich bekannt ist, dass vor 1887 noch zwei Wandsteine und ein abgesunkener Deckstein vorhanden waren. Die Orientierung, die Maße und der Typ der Kammer sind unbekannt.